# Kissil-Sir
Kissil-Sir (en rus: Кысыл-Сыр) és un poble de la república de Sakhà, a Rússia, que el 2018 tenia 1.603 habitants, pertany al districte de Namtsi.